# برستون تايلور
برستون تايلور (بالإنجليزية: Preston Taylor)‏ هو كاهن أمريكي، ولد في 7 نوفمبر 1849 في شريفبورت في الولايات المتحدة، وتوفي في 13 أبريل 1931 في ناشفيل في الولايات المتحدة.